# Tiit Terik
Tiit Terik (ur. 15 czerwca 1979 w Tallinnie) – estoński polityk i samorządowiec, poseł do Zgromadzenia Państwowego, przewodniczący rady miejskiej w Tallinnie, od 2021 do 2022 minister kultury.

## Życiorys
Kształcił się w kolegium pedagogicznym w Tallinnie, gdzie w latach 1997–2002 studiował pracę z młodzieżą i pracę socjalną. W 2015 uzyskał magisterium z politologii na Uniwersytecie Tallińskim. W latach 2003–2007 był dyrektorem organizacji studenckiej Sihtasutus Õpilasmalev. Zaangażował się w działalność polityczną w ramach Estońskiej Partii Centrum, przewodniczył jej organizacji młodzieżowej. Był dyrektorem stołecznych dzielnic Pirita (2007–2013) i Nõmme (2013–2016). W 2009 po raz pierwszy wybrany na radnego Tallina.
W latach 2016–2019 sprawował mandat deputowanego do Riigikogu, od 2018 do 2019 reprezentował krajowy parlament w Zgromadzeniu Parlamentarnym Rady Europy. W kwietniu 2019 wybrany na przewodniczącego stołecznej rady miejskiej. W 2020 został członkiem Komitetu Regionów oraz wiceprzewodniczącym Rady Gmin i Regionów Europy. W listopadzie 2021 dołączył do rządu Kai Kallas, zastępując w nim Anneli Ott na stanowisku ministra kultury. Zakończył urzędowanie w czerwcu 2022.